# La Cocotte
La Cocotte var en dansk restaurant på Hotel Richmond på Vester Farimagsgade i København. Den var over to perioder tildelt én stjerne i Michelinguiden. Den etableredes i 1976. I 1991 flyttede La Cocotte til Glostrup Park Hotel stadig under Jan Cocotte-Pedersens ledelse.
Jan Pedersen er for længst væk, men La Cocotte er stadig kendt for sit gastronomiske niveau og ikke mindst for et af Danmarks bedste vinkort, der bl.a. er tildelt "Best of Award of Ecxellence" af Wine Spectator.

## Historie
I 1975 købte Simon Spies og Spies Rejser hotellet Richmond på Vesterbro, og han ønskede sig sin egen restaurant på stedet. Kokken Jan Cocotte-Pedersen blev restauratør og køkkenchef, og restauranten åbnede i 1976. Simon Spies interesserede sig ikke for prisen på menuerne, så maden blev opulent, hvor der ikke blev sparet på hverken creme fraiche, smør, fløde og cognac. Blandt råvarerne blev brugt masser af hummer, pighvar, store bøffer og kaviar.
La Cocotte blev i 1983 sammen med Kong Hans Kælder de første restauranter i Danmark som blev tildelt én stjerne i den berømte Michelinguiden. Cocotte fik den året efter, mens guidens inspektører ikke gav restauranten stjerner de næste tre år, for så at tildele én i 1988. De næste to år var uden de eftertragtede stjerner.